# Platypalpus acuticornis
Platypalpus acuticornis är en tvåvingeart som först beskrevs av Collin 1960.  Platypalpus acuticornis ingår i släktet Platypalpus och familjen puckeldansflugor. Inga underarter finns listade i Catalogue of Life.